# Nieuw-Lekkerland
Nieuw-Lekkerland (dân số: 9,539 người trong năm 2004) là một đô thị ở phía tây Hà Lan, trong tỉnh Zuid-Holland. Đô thị này tọa lạc ở bờ nam sông Lek, tây bắc của Alblasserwaard. Đô thị này có diện tích 12,77 km² (trong đó 2,37 km² là mặt nước).
Đô thị này gồm các trung tâm dân cư Nieuw-Lekkerland và Kinderdijk.